# 古屋徳兵衛 (2代)
古屋 徳兵衛（ふるや とくべえ、前名・藤八、1878年（明治11年）3月19日 - 1936年（昭和11年）3月5日）は、日本の商人（呉服商）、実業家。松屋呉服店社長。古屋合名会社代表社員。東京呉服太物同業組合長。族籍は神奈川県平民。

## 人物
東京生まれ。山梨県人・古屋徳兵衛の二男。古屋惣八、古屋榮一の兄。1903年、古屋合名会社を起し代表社員となる。1911年、家督を相続し前名藤八を改め襲名する。
1919年、東京神田の松屋百貨店を株式会社にあらため社長となる。1925年、銀座に進出。1931年、浅草店を開設。
1936年、急性肺炎により順天堂病院にて死去。住所は横浜中村町、東京市麹町区五番町、神田鍛冶町、東京府荏原郡大井町鹿島谷。

## 家族・親族
古屋家
- 父・初代徳兵衛（1849年 - 1911年） - 鶴屋呉服店を営む[6]。
- 兄・正太郎[3] - 早世する[1]。
- 姉[8]
- 妹[8]
- 弟
  - 惣八（1881年 - ?、松屋呉服店常務取締役）[1][2]
  - 榮一（1885年 - ?、松屋呉服店営業部長）[2]
  - 大吉（1888年 - ?、松屋呉服店取締役）[8]
- 妻・美津（1881年 - ?、東京士族、青地伊一の姉）[3]
  - 養子・古屋祐次郎（1911-1992） - 甥・惣八の二男。古屋徳兵衛を襲名。妻の千枝子は侯爵花山院親家の娘。長男の古屋勝彦は松屋社長・会長、二男の静雄は三菱商事プラスチック社長となった。